# 新庄镇 (会宁县)
新庄镇，是中华人民共和国甘肃省白银市会宁县下辖的一个乡镇级行政单位。
2016年6月8日，甘肃省民政厅批复同意撤销新庄乡，设立新庄镇。

## 行政区划
新庄镇下辖以下地区：
巩昌卫村、杜家岘子村、新庄村、寺寨村、中窎村、杨赵家村、杨家岔村和泉坪村。